# جوليان فوغن
جوليان فوغن (بالإنجليزية: Julian Vaughn)‏ مواليد 16 ديسمبر 1988 في فيرفاكس، هو لاعب كرة سلة أمريكي. بدأ مسيرته الاحترافية في سنة 2011. يبلغ طوله 6 قدم 10 بوصة (2.1 م). لعب مع نادي نيمبورك لكرة السلة ونادي جلونا غورا لكرة السلة.

## روابط خارجية
- جوليان فوغن على موقع الدوري الأوروبي لكرة السلة (الإنجليزية)
- جوليان فوغن على موقع كرة السلة الأوروبية.كوم (الإنجليزية)
- جوليان فوغن على موقع DraftExpress.com (الإنجليزية)
- جوليان فوغن على موقع كلية كرة السلة في سبورتس رفرنس.كوم (الإنجليزية)
- جوليان فوغن على موقع ريلجم (الإنجليزية)
- جوليان فوغن على موقع بروبوليرز (الإنجليزية)
- جوليان فوغن على موقع سبورتس رفرنس (الإنجليزية)